# Cesáreo de Armellada
Fray Cesáreo de Armellada (de nom secular Jesús María García Gómez) (Armellada (Turcia), Província de Lleó, 1 de febrer de 1908 - Caracas, Veneçuela, 9 d'octubre de 1996) a ser un religiós, periodista, escriptor i publicista hispano-veneçolà, que va conviure, va estudiar i va aprendre la cultura dels indígenes de l'ètnia pemon, al sud de Veneçuela i que, entre altres assoliments notables, va desenvolupar la primera gramàtica i diccionari de la llengua Pemón. Va ser membre de la Societat d'Estudis Americanistes de París, de la Societat Bolivariana de Caracas, Director de la revista "Venezuela Misionera", Director de l'Arxiu Arquebisbal de Caracas i acadèmic (Butaca D) de l'Acadèmia Veneçolana de la Llengua, corresponent de la Reial Acadèmia Espanyola.

## Vida
El pare De Armellada va prendre el seu nom missioner -amb el qual va ser conegut i reconegut- del seu poble natal. Va arribar al maig de 1936 a la Gran Sabana, a l'Amazònia veneçolana, on s'hi instal·la a conviure amb els indígenes locals fins al 1943. Durant aquest període, es va trobar amb una civilització tan rica que no sols va tenir l'oportunitat de documentar-se en la seva llengua i psicologia, sinó que a més va aconseguir un valuosíssim cabal de dades per a comprendre i estudiar els valors d'aquesta ètnia. Va arribar a aprendre sis llengües, que va dominar amb la mateixa perfecció i facilitat que el castellà.
Fray de Armellada va ser l'alumne de major edat a sortir de la primera promoció de la Universitat Catòlica Andrés Bello de Caracas en 1965, i va arribar a ser professor d'aquesta mateixa casa d'estudis.

## Obra
- Catecismo de la Doctrina Cristiana en Taurepán y en Español (en collaboracion con otros misioneros), Editorial Venezuela, Caracas 1938
- Las lenguas indígenas venezolanas y el castellano
- Exploración del Paragua (en colaboración con Baltasar Matallana), en: Boletín de la Sociedad Venezolana de Ciencias Naturales, tomo VIII, Caracas 1941
- Gramática y Diccionario de la Lengua Pemón (Taurepán, Arekuna, Kamarakoto, Familia Karibe), tomo I: Gramática, C. A. Artes Gráficas, Caracas 1943
- La Última Expedición a la Sierra de Perijá (del 26 de junio al 15 de julio de 1943), folleto de 38 pp., Tipografía Jiménez, Maracaibo, 1943
- Gramática y Diccionario de la Lengua Pemón (Taurepán, Arekuna, Kamarakoto, Familia Karibe), tomo II: Diccionario, C. A. Artes Gráficas, Caracas 1944
- Pantón Ichipupué – Así cuentan los indios, serie de artículos en la revista Venezuela Misionera, 1944
- Cómo son los Indios Pemones de la Gran Sabana. Estudio Etnográfico, Tercera Conferencia Interamericana de Agricultura, Editorial Elite, Caracas 1946
- Historia Sagrada en dialecto Pemón (Lengua Caribe) y en Castellano para uso de los Indios Pemones (Gran Sabana, Edo. Bolívar, Venezuela), Imprenta Nacional, Maracaibo 1946
- Les indiens „motilones“ (en colaboración con Paul Rivet), Société des Américanistes, Paris 1950
- Periodo de la República (1811 a 1954), Ministerio de Justicia, Comisión Indigenista, Caracas 1954
- Fuero indígena venezolano, Ministerio de Justicia, Comisión Indigenista, Caracas 1954
- La causa indígena americana en las Cortes de Cádiz, Ediciones Cultura Hispánica, Madrid 1959
- Por la Venezuela Indígena de Ayer y de Hoy. Relatos de Misioneros Capuchinos en Viaje por la Venezuela Indígena durante los Siglos XVII, XVIII y XX, tomo I: siglos XVII y XVIII, Monografías No. 5, Sociedad de Ciencias Naturales La Salle, Caracas 1960
- Taurón Pantón. Cuentos y leyendas de los indios Pemón, Ediciones del Ministerio de Educación, Editorial Arte, Caracas 1964
- Taurón Pantón II. Así dice el cuento, Universidad Católica Andrés Bello, Editorial Arte, Caracas 1973
- Pemontón Taremurú. Invocaciones mágicas de los indios Pemón, Universidad Católica Andrés Bello, Caracas 1973
- Literaturas Indígenas Venezolanas. Visión Panorámica Actual de las Literaturas Indígenas Venezolanas (en colaboración con Carmela Bentivenga de Napolitano), Monte Ávila Editores, Caracas 1975
- Diccionario Pemón (en colaboración con Mariano Gutiérrez Salazar), Ediciones Corpoven, Caracas 1981
- El tigre y el cangrejo. Cuento de la tribu pemón, Ekaré, Caracas 1985
- El cocuyo y la mora. Cuento de la tribu pemón, Ekaré–Banco del Libro, Caracas 1985
- El tigre y el rayo. Cuento de la tribu pemón, Ekaré–Banco del Libro, Caracas 1985
- El rabipelado burlado, Cuento de la tribu pemón, Ekaré–Banco del Libro, Caracas 1985
- Cuentos y No Cuentos/Pantón, Pantón Neke-ré. Cuentos y Relatos de los Indios Pemones (Gran Sabana, Estado Bolívar), Instituto Venezolano de Lenguas Indígenas, Universidad Católica Andrés Bello, Caracas 1988
- La abeja en busca de casa